# Пинокио (филм, 1940)
Пинокио (на английски: Pinocchio) е американски анимационен музикален фентъзи филм от 1940 г., продуциран от Уолт Дисни Прадакшънс и разпространяван от RKO Radio Pictures, базиран на Приключенията на Пинокио от Карло Колоди. Това е вторият пълнометражен анимационен филм на Дисни, направен след първия успешен анимационен филм Снежанка и седемте джуджета (1937).
Историята разказва за стария италиански дърворезбар Джепето, който прави дрвена кукла, на която дава името Пинокио. На Пинокио е вдъхнат живот от Синя фея, която му казва, че може да се превърна в истинско момче, ако докаже, че е „смел, честен и безкористен“. Усилията на Пинокио да стане истинско момче включват срещи с множество неприятни герои. Ключовият герой Джимини Крикет е базиран на 100-годишен „мъдър, стар“ говорещ щурец от оригиналната история, който се превръща в „съвестта“ на Пинокио. Филмът е адаптиран от няколко сториборд артисти по книгата на Колоди. Главни режисьори на продукцията са Бен Шарпстийн и Хамилтън Лъск, а сцените са режисирани от Бил Робъртс, Норм Фъргюсън, Джак Кини, Уилфред Джаксън и Торнтън Хий. Пинокио е новаторско постижение в областта на анимационните ефекти, придавайки реалистично движение на превозни средства, машини и природни елементи като дъжд, светкавици, дим, сенки и вода. Премиерата на филма е на 23 февруари 1940 г.
Въпреки че става първият анимационен филм, спечелил награда на Академията — спечелвайки две за най-добра оригинална музика и за най-добра оригинална песен за When You Wish Upon a Star — първоначално е боксофис бомба, главно поради Втората световна война, която се отразява върху европейските и азиатските пазари отвъд океана. В крайна сметка филмът печели при преиздаването си през 1945 г. и се смята за един от най-добрите анимационни филми, правени някога, със 100% рейтинг на уебсайта Rotten Tomatoes. Филмът и героите все още са преобладаващи в популярната култура, представяйки се в различни паркове на Дисни и в други форми на забавление. През 1994 г. Пинокио е добавен към Националния филмов регистър на Съединените щати, тъй като се смята за „културно, исторически или естетически значим“.
През април 2015 г. официално започва разработката на игрална адаптация, като началото на снимачният процес е даден през март 2021 г. Предвижда се да бъде пуснат в стрийминг платформата Дисни+ на 8 септември 2022 г.

## Сюжет
Внимание:  Текстът по-долу разкрива сюжета на произведението (или части от него)!
Една вечер щурче на име Джимини попада в къщата на майстора-дърводелец Джепето, който живее заедно със своето коте Фигаро и златната рибка Клео. Джепето е направил дървена кукла и я кръщава Пинокио. Когато се приготвя да си ляга, майсторът вижда падаща звезда и си пожелава неговото творение да стане истинско момче. Докато спи, идва добрата Синя фея, която съживява дървеното момче. Феята обещава на Пинокио, че ако върши добро, ще се превърне в истинско момче, но за да стане това трябва да се научи да разпознава добро от зло, като слуша своята съвест. Дървената кукла не знае какво е съвест и щурецът Джимини приема предложението на феята да следва Пинокио, да действа като негова „съвест“ и да му помага в нужда. Джепето се събужда и вижда, че неговото желание се е изпълнило. След радостни танци Пинокио ляга, защото утре трябва да отиде на училище.
Сутринта майсторът изпраща своя необикновен син да се учи. По пътя Пинокио среща двама мошеника Почтеният Джон и Гидиан, които предлагат на чудното момче да остави училището и да стане актьор в театъра, където го очаква слава. Тайният план на двамата е да продадат живата дървена кукла на Стромболи – алчен директор на куклен театър. Въпреки опитите на своята съвест – Джимини да го спре, Пинокио тръгва с мошениците.
Стромболи представя своето неповторимо шоу. Пинокио си появява на сцената и макар малко непохватно, чрез песни и танци, изпълнява представление, от което заваляват пари. Джимини вижда успеха на Пинокио и се отдалечава от момчето, което изглежда вече няма нужда от съвест.
През това време Джепето, притеснен от отсъствието на сина си, броди в нощта, за да го намери. Пинокио е държан в клетка от алчния Стромболи. Дървеното момче вика за помощ Джимини, който се отзовава, но е непосилен да отключи кафеза. Появява се добрата фея, която пита нещастното момче как се е озовал в това положение. При всяка лъжа носа на Пинокио расте. Феята прощава лъжите на детето, но предупреждава, че за последен път му помага.
Почтеният Джон и Гидиан в това време празнуват в кръчма със спечелените от Стромболи пари. Кочияшът на тяхната маса им предлага голяма сума пари, за да му докарат глупави хлапаци – нехранимайковците които не ходят на училище – за да ги откарва на Острова на удоволствията. Двамата мошеници вземат, за жертва Пинокио, запътил се към дома, като го убеждават този път, че е болен и има нужда от почивка – на Острова на удоволствията.
Множество палави деца са откарани на горепосочения остров, чрез ферибот, водени от Кочияша. Там те са свободни да вършат своите пакости, без надзора на родител или учител. Пинокио се запознава с един от хулиганите Пакси Пурата, който го учи да пие, пуши и играе билярд. Докато двамата се наслаждават на свободията неочаквано почват да им изникват магарешки уши. Оказва се че всички деца на острова се превръщат в магарета, заради позволените им безчинства и Кочияшът се възползва от това, като ги затваря в клетки и ги кара да работят в солните мини.
Джимини и Пинокио скачат от една висока скала и се спасяват от злощастното място. Връщат се у дом, но там няма никой. Бял гълъб им донася писмо, от което разбират, че Джапето е погълнат от гигантски кит на име Монстро и сега живее жив в корема на морското чудовище. Двамата се впускат във водите на океана и след известно търсене намира Монстро, лежащ на океанското дъно. Джапето, заедно с Фигаро и Клео, седи в стар кораб, погълнат от кита, тъгуващ за изгубения си син. Монстро отваря уста, поглъща малкия Пинокио и той се озовава при Джапето. Всички отново са заедно. Дървеното момче измисля план как да се измъкнат от кита. Той и баща му събират съчки и ги запалват. От дима морското чудовище се раздразва и изкихва, изхвърляйки погълнатите в открити води. Пинокио и Джапето се опитват с помощта на дървен сал да се отдалечат от ядосания Монстро. Куклата от дърво жертва живота си за да спаси своя баща.
Джапето полага безжизнения си син на леглото. Понеже дървената кукла е доказала, че може да върши добрини, тя оживява и се превръща в истинско момче. Всички започват да пеят и танцуват, а Джимини получава медал за съвест от чисто злато.

## Актьори
- Дик Джоунс – Пинокио
- Клиф Едуардс – Джимини Крикет
- Кристиан Руб – Джепето
- Клерънс Наш – Фигаро
- Уолтър Катлет – Почтения Джон
- Чарлз Джуделс – Стромболи и Кочияш
- Евелин Венабъл – Синята фея
- Франки Даро – Пакси Пурата
- Стюарт Бушанан – Пекар
- Туръл Равенскрофт – Монстро

(Всички гласове са некредитирани, както е практиката по това време за много анимационни филми.)

## Продукция

### Развитие на историята
През септември 1937 г., по време на продукцията на Снежанка и седемте джуджета, аниматорът Норман Фъргюсън представя на Уолт Дисни преведена версия на италианския детски роман на Карло Колоди от 1883 г. Приключенията на Пинокио. След като прочете книгата, „Уолт бе завладян от ентусиазъм“, както по-късно си спомня Фъргюсън. След това Дисни поръчва на сториборд артиста Бианка Маджоли да напише нова схема на историята, но след като я прочита, той чувства, че адаптацията ѝ е твърде вярна. По план Пинокио трябва да бъде третият филм на студиото след Бамби. Въпреки това, поради трудности с Бамби (адаптиране на историята и реалистично анимиране на животните), Дисни обявява, че Бамби ще бъде отложен, докато продължава напред производственият процес на Пинокио. Бен Шарпстийн е назначен да наблюдава продукцията, а на Джак Кини е поверена режисурата.

### Писане и дизайн
За разлика от Снежанка, която е кратка история, върху която сценаристите можеха да експериментират и да разширяват, Пинокио е базиран на роман с много фиксирана, макар и епизодична история. Ето защо историята преминава през драстични промени, преди да достигне окончателния си завършек. В оригиналния роман Пинокио е студен, груб и неблагодарен нахалник, който често отблъсква съчувствието и научава уроците си само по трудния начин. Сценаристите решават да модернизират героя и да го изобразят подобно на куклата манекен Чарли Маккарти на Едгар Берген, но също толкова буен като куклата в книгата. Историята се разработва в ранните етапи на анимацията.
Ранните сцени, анимирани от Франк Томас и Оли Джонстън, показват, че дизайнът на Пинокио е точно като този на истинска дървена кукла с дълъг заострен нос, шапка с връх и голи дървени ръце. Уолт Дисни обаче не е впечатлен от работата по филма. Той чувства, че никой не може наистина да симпатизира на такъв герой и призова за незабавно спиране на продукцията. Фред Мур леко преработва героя, за да го направи по-привлекателен, но дизайнът все още запазва усещането за дърво. Младият и бъдещ аниматор Милт Кал смята, че Томас, Джонстън и Мур са „доста обсебени от идеята това момче да е дървена кукла“ и смята, че трябва „да забравят, че е кукла и да си вземат сладко малко момче; винаги можете нарисувайте момче и след това го направите дървена кукла“. Ко-режисьорът Хамилтън Лъск предлага на Кал да демонстрира своите вярвания, като анимира тестова сцена. Кал показва на Дисни своята разработка, в която Пинокио е под водата и търси баща си. В тестовата сцена Кал преосмисля героя, като го прави да изглежда по-скоро като истинско момче, с детска тиролска шапка и с ръкавици върху ръцете като на Мики Маус. Единствените части на Пинокио, които все още приличат в по-голяма или по-малка степен на дървена кукла, са ръцете, краката и малкият дървен нос. Дисни е впечатлен от сцената на Кал и веднага призовава сценаристите и художниците да превърнат Пинокио в по-невинна, наивна, донякъде свенлива личност, която отразява дизайна на Кал.
Дисни обаче открива, че новият Пинокио е твърде безпомощен и много често е подвеждан от герои измамници. Ето защо през лятото на 1938 г. Дисни и неговият екип вплитат в историята щуреца. Първоначално говорещият щурец е само второстепенен персонаж, който Пинокио внезапно убива с чук и който по-късно се връща като призрак. Дисни нарича щуреца Джимини и го превръща в герой, който ще се опита да насочва Пинокио към правилните решения. След като героят е разработен, той е изобразен като реалистичен щурец с назъбени крака и развяващи се антени, но Дисни иска нещо по-симпатично. Уорд Кимбъл е прекарал няколко месеца в анимиране на две сцени – музикален номер за ядене на супа и построяване на леглото – в Снежанка и седемте джуджета, които са премахнати от филма поради забавянето на историята. Кимбъл е на път да напусне, докато Дисни го възнаграждава за работата му, като го повишава до главен аниматор на Джимини Крикет. След това Кимбъл създава дизайна на Джимини Крикет, когото описва като малко човече с яйцевидна глава и без уши. Джимини „е щурец, защото ние го наричаме щурец“, шегува се по-късно Кимбъл.

### Кастинг
Поради огромния успех на филма Снежанка и седемте джуджета, Уолт Дисни иска повече известни гласове за Пинокио, като това отбеляза първия път, когато в анимационен филм се използват гласове на знаменитости. Дисни избира популярния певец Клиф Едуардс, известен също като Укулеле Айк, да озвучи Джимини Крикет. Дисни отхвърля идеята възрастен да озвучава Пинокио и настоява героят да бъде озвучен от истинско дете. Той избира 11-годишния Дики Джоунс, който преди това участва във филма на Франк Капра Господин Смит отива във Вашингтон. Той също така избира Франки Даро като Пакси Пурата, Уолтър Катлет като лисицата Почтения Джон, Евелин Венабъл като Синята фея, Чарлз Джуделс като злодея Стромболи и Кочияша и Кристиан Руб като Джепето, чийто дизайн е дори карикатура на Руб.
Друг нает актьор е Мел Бланк, известен с озвучаването на много от героите от късометражните филми на Уорнър Брос. Бланк е нает да озвучи котката Гидиън. Въпреки това, в крайна сметка е решено, че Гидиън ще бъде ням, така че целият записан диалог на Бланк впоследствие е изтрит с изключение на хълцането, което се чува три пъти в готовия филм.

### Анимиране
Анимацията по филма започва през януари 1938 г., но работата е прекратена, тъй като сценаристите се опитват да преработят структурата на историята във филма. Въпреки това, анимацията на поддържащите герои във филма започва през април 1938 г. Анимирането не се възобновява до септември.
По време на продукцията на филма художникът Джо Грант сформира отдел за модели на герои, който ще отговаря за изграждането на триизмерни глинени модели на героите във филма, известни като макети. След това тези модели са дадени на персонала, за да наблюдават как трябва да бъде нарисуван герой от даден ъгъл, желан от художниците. Създателите на моделите построяват и работещи модели на сложните часовници с кукувица на Джепето, проектирани от Албърт Хъртър, както и циганската каруца и дървена клетка на Стромболи, както и каретата на кочияша. Въпреки това, поради трудността при анимирането на реалистично движещо се превозно средство, художниците заснемат макетите на каретата върху миниатюрен декор, използвайки анимация със стоп движение. След това всеки кадър от анимацията е прехвърлен върху анимационни клетки с помощта на ранна версия на Ксерокс. След това клетките са нарисувани на гърба и наслагани върху фоновите изображения с клетките на героите, за да се създаде завършеният кадър.
Пинокио е новаторско постижение в областта на анимационните ефекти, водени от Джошуа Мидор. За разлика от аниматорите на герои, които се концентрират върху играта на героите, аниматорите на ефекти създават всичко, което се движи, различно от героите. Това включва превозни средства, машини и природни ефекти като дъжд, светкавица, сняг, дим, сенки и вода, както и фентъзи или научнофантастични ефекти като тези на Феята от Питър Пан (1953). Влиятелният абстрактен аниматор Оскар Фишингер, който работи основно върху Фантазия, допринася за анимацията на ефектите на пръчката на Синята фея. Аниматорът на ефектите Санди Стротър води дневник за целогодишната си анимация по водните ефекти, която включва пръски, вълнички, мехурчета, вълни и илюзията, че си под водата. За да помогнат за придаването на дълбочина на океана, аниматорите поставят повече детайли във вълните на водната повърхност на преден план и добавят по-малко детайли на заден план. Благодарение на различните техники Пинокио е един от първите анимационни филми с високо реалистични анимационни ефекти. Оли Джонстън отбеляза: „Мисля, че това е едно от най-хубавите неща, правени някога от студиото, както каза Франк Томас, „Водата изглежда толкова истинска, че човек може да се удави в нея“.

## Музика
Песните в Пинокио са композирани от Лий Харлайн с текст на Нед Уошингтън. Харлайн и Пол Джей Смит композират музикалната партитура. Музиката в сцените, в които Монстро преследва героите в морските дълбини, е оркестрирана от Лео Арно, композитор на Метро-Голдуин-Майер. Саундтракът е издаден за първи път на 9 февруари 1940 г. Песента на Джимини Крикет, When You Wish Upon A Star („Падне ли звезда в нощта“), се превръща в голям хит и все още се свързва с филма, а по-късно като тематична песен на Уолт Дисни Къмпани. Саундтракът печели Оскар за най-добра оригинална музика.

## Теми
М. Кийт Букър смята филма за най-истинския от анимационните филми на Дисни, въпреки тематичната му песен и магията, и отбелязва, че главният герой на филма трябва да работи, за да докаже своята стойност, което изглежда „по-подходящо с етоса на капитализма“, отколкото филми на Дисни. Клаудия Мичъл и Жаклин Рийд-Уолш вярват, че главните герои от въжки пол във филми като Пинокио и Бамби (1942) са създадени целенасочено от Дисни, за да се харесат както на момчета, така и на момичета. Марк Пински казва, че това е „проста приказка за морал – предупредителна и схематична – идеална за морални инструкции, с изключение на някои от по-мрачните моменти“ и отбеляза, че филмът е любим на родителите на малки деца.
Никълъс Самънд твърди, че филмът е „подходяща метафора за метафизиката на американското отглеждане на деца от средата на века“ и че филмът е „в крайна сметка една асимилаторска басня“. За Самънд целта на Пинокио е да помогне да се предадат на децата „добродетелите на средната класа, на отложено удовлетворение, себеотричане, пестеливост и постоянство, натурализирани като опита на най-средния американец“.
Авторът и илюстратор Морис Сендак, който гледа филма по кината през 1940 г., го нарича по-добър от романа на Колоди в изобразяването на деца и израстване. „Пинокио във филма не е непокорната, нацупена, злобна, подла (макар и все още очарователна) марионетка, която Колоди е създал. Нито пък е вродено зло, обречено на бедствие. Той е по-скоро едновременно привлекателен и обичан. В това се крие триумфът на Дисни. Неговият Пинокио е палаво, невинно и много наивно малко дървено момче. Това, което прави безпокойството ни за съдбата му поносимо, е успокояващото усещане, че Пинокио е обичан заради самия него - а не заради това, което трябва да бъде. Дисни поправя една ужасна грешка. Пинокио, казва той, е добър; неговата „лошост“ е само въпрос на неопитност“, както и че „желанието на Пинокио да бъде истинско момче остава основната тема на филма, но „да се превърне в истинско момче" сега означава желанието да порасне, а не желанието да бъде добър“.

## Домашна употреба
На 16 юли 1985 г. е издаден на VHS, бетамакс, CED и Laserdisc в Северна Америка за първи път като част от колекцията „Класиките на Уолт Дисни“, това е второто заглавие след Робин Худ, който е издаден през декември 1984 г. Пинокио се превръща в най-продаваното заглавие за домашно видео на годината, продавайки 130-150 000 единици по 80 долара всяка. Филмът е преиздаден на 14 октомври 1986 г., за да рекламира дебюта на домашното видео на Спящата красавица. След това е издаден на VHS за първи път в Обединеното кралство през 1988 г. Дигиталната реставрация, която е завършена за преиздаването по кината от 1992 г., е пусната на VHS и Laserdisc на 26 март 1993 г., последвана от четвъртото издание на VHS и първото издание на DVD по случай 60-ата годишнина на 25 октомври 1999 г.
Филмът е преиздаден на DVD и за последен път на VHS като част от колекцията „Златна класика на Уолт Дисни“ на 7 март 2000 г. Заедно с филма VHS изданието съдържа и документален филм за създаването на филма, докато DVD изданието - оригиналния кино трейлър на филма като допълнителен материал. Изданието от „Златна класика на Дисни“ е върнато в Трезора на Дисни на 31 януари 2002 г.
Специално издание на VHS и DVD на филма е издадено в Обединеното кралство на 3 март 2003 г. Четвъртото издание на DVD и първото издание на Blu-ray (вторият Blu-ray в колекцията „Платинени издания на Уолт Дисни“) е пуснато на 10 март 2009 г. Подобно на Blu-ray изданието на Спящата красавица от 2008 г., Blu-ray пакетът Пинокио включва нова реставрация от Lowry Digital в Blu-ray комплект от два диска, с включена и бонус DVD версия на филма. Този комплект е изтеглен в Трезора на Дисни на 30 април 2011 г.
На 10 януари 2017 г. е издаден филмът в Digital HD като част от „Walt Disney Signature Collection“ и е последван от комбиниран комплект Blu-ray/DVD на 31 януари 2017 г.
В България филмът е издаден на VHS от Александра Видео през 2000 г., а през 2009 г. са пуснати две DVD издания от A+Филмс – едното (обикновено издание), съдържащо диск с филма, а другото - платинено издание (в два диска) – с филма и с допълнителни материали.

## Прием

### Първоначално издание
Франк С. Нюгънт от Ню Йорк Таймс дава на филма пет от пет звезди, казвайки, че „Пинокио най-после е тук, той е толкова добър, колкото се молехме да бъде – ако не и по-добър – толкова весела, умна и възхитителна фантазия, каквато всеки добре възпитан младеж или изтощен старец може да се надява да види“. Тайм дава положителна рецензия на филма, заявявайки: „По отношение на майсторството и деликатността на рисуването и оцветяването, в артикулацията на десетките герои, в по-голямото разнообразие и дълбочина на фотографските ефекти, той надминава високия стандарт на Снежанка и седемте джуджета. Чарът, хуморът и любящата грижа, с която се отнася към своите неодушевени герои, го поставят на престижно място“. Върайъти хвали анимацията като превъзхождаща Снежанка, тъй като „е толкова добра, че анимационните герои носят на зрителя впечатление за реални лица и обстановка, а не за рисунки“. В обобщение списанието смята, че Пинокио „ще бъде съществено забавление за млади и стари, осигурявайки внимание чрез съвършенството си в анимацията и фотографските ефекти“. Холивуд Рипортър пише: „Пинокио е забавление за всеки от всяка възраст. Филмът е толкова очарователен и възхитителен, че зрителят се натъжава, когато достигне финала. Тъй като сравненията ще бъдат неизбежни, може да се каже веднага, че, от техническа гледна точка, концепция и производство, този филм е безкрайно по-добър от Снежанка“.
Първоначално Пинокио няма успех в боксофиса. Печалбата в боксофиса от първоначалното пускане на филма е както под безпрецедентния успех на Снежанка, така и под очакванията на студиото. От отрицателните разходи от 2,6 милиона долара на филма – два пъти повече от цената на Снежанка – Дисни възстановява само 1 милион долара до края на 1940 г., като отчетите на студиото за окончателния първоначален боксофис на филма варират между 1,4 милиона и 1,9 милиона долара. Анимационният историк Майкъл Бариер отбелязва, че Пинокио е възстановил пари от кинопрожекции за по-малко от един милион до септември 1940 г., а в първия си публичен годишен доклад Уолт Дисни Прадакшънс начислява загуба от 1 милион долара на филма. Бариер допълва, че балансът на Пинокио от 1947 г. изброява общите приходи за студиото от 1 423 046,78 долара. Това се дължи основно на факта, че Втората световна война и нейните последици са отрязали европейските и азиатските пазари отвъд океана и са възпрепятствали международния успех на филма и други издания на Дисни в началото и средата на 1940 г. Джо Грант си спомня, че Уолт Дисни е бил „много, много депресиран“ от първоначалните печалби на Пинокио в боксофиса. Дистрибуторът RKO регистрира загуба от 94 000 долара и от световните наеми в размер на 3 238 000 долара.

### Отличия
Филмът е номиниран и печели две награди Оскар за най-добра оригинална музика и за най-добра оригинална песен (за When You Wish Upon a Star), първият филм на Дисни, спечелил и в двете категории.
Към днешна дата само шест филма на Дисни са постигнали това постижение: Мери Попинз (1964), Малката русалка (1989), Красавицата и Звяра (1991), Аладин (1992), Цар лъв (1994) и Покахонтас (1995).

### Преиздаване
С преиздаването на Снежанка и седемте джуджета през 1944 г. започва традицията на Дисни да преиздава своите на всеки седем до десет години. Пинокио е преиздаден по кината през 1945, 1954, 1962, 1971, 1978, 1984 и 1992 г. RKO се занимава с първите две преиздания през 1945 г. и 1954 г., докато Дисни преиздава филма от 1962 г. нататък чрез своето подразделение Буена Виста Дистрибушън. Повторното издание от 1992 г. е дигитално възстановено чрез почистване и премахване на драскотини от оригиналните негативи кадър по кадър, елиминиране на изкривяванията на саундтрака и съживяване на цвета.
Въпреки първоначалните трудности в боксофиса, поредица от преиздания в годините след Втората световна война се оказват по-успешни и позволяват на филма да реализира печалба. До 1973 г. филмът печели 13 милиона долара в Съединените щати и Канада от първоначалното издание през 1940 г. и четири преиздания. След преиздаването през 1978 г. печалбата се увеличава до 19,9 милиона долара, а общата печалба възлиза на 39 милиона долара. Преиздаването от 1984 г. събира 26,4 милиона долара в САЩ и Канада, като общите приходи достигат 65,4 милиона долара и 145 милиона долара в световен мащаб. Преиздаването от 1992 г. събира 18,9 милиона долара в САЩ и Канада, което води до 84,3 милиона долара от боксофиса на Пинокио за всичките му кино излъчвания.

### Съвременно признание
На уебсайта за събиране на рецензии Rotten Tomatoes филмът има най-високата оценка - 100%, което означава, че всяка една от 56 рецензии е положителна, със среден рейтинг от 9,1/10. Общият консенсус за филма на сайта е „Амбициозен, приключенски и понякога плашещ, Пинокио може би е върхът на филмите на Дисни – той е красиво изработен и емоционално резониращ“. В Metacritic Пинокио получава резултат от 99/100 въз основа на 17 критици, което показва „всеобщо признание“. В момента това е най-високо оцененият анимационен филм на сайта, както и най-високо оцененият анимационен филм на Дисни.
Много филмови историци смятат, че това е филмът, който най-много се доближава до техническото съвършенство от всички анимационни филми на Дисни. Филмовият критик Леонард Малтин каза „с Пинокио Дисни достига не само върха на силите си, но и върха на това, което много критици смятат за царството на анимационния филм“.
През 1994 г. Пинокио е добавен към Националния филмов регистър на Съединените щати като считан за „културно, исторически или естетически значим“. Режисьорът Тери Гилиъм го избира като един от десетте най-добри анимационни филма на всички времена в статия от 2001 г., написана за Гардиън, а през 2005 г. Тайм го нарича един от 100-те най-добри филма за последните 80 години, а след това през юни 2011 г. го обявява за най-добрия анимационен филм от „25-те най-добри анимационни филма за всички времена“.
Филмовият критик Роджър Ебърт го добавя в своя списък „Велики филм“ и пише, че филмът „не е просто измислена басня или глупава приказка, а разказ с дълбоки архетипни отзвуци“.
През юни 2008 г. Пинокио е признат за втория най-добър филм в анимационния жанр след Снежанка и седемте джуджета в 10-те топ 10 на Американския филмов институт. Филмът е номиниран в 100 години... 100 филма и получава допълнителни номинации в списъците 100 години... 100 тръпки и 100 години... 100 герои и злодеи (Стромболи в категорията злодеи). Песента When You Wish Upon A Star се класира на 7-мо място в списъка на АФИ 100 години...100 песни, а филмът се нарежда на 38-мо място в списъка 100 години... 100 наздравици. Цитатът „Лъжата продължава да расте и расте, докато не стане толкова очевидна, колкото носът на лицето ти“ е номиниран в списъка 100 години... 100 филмови цитата,филмът получава допълнителна номинация в списъка на най-велики мюзикъли.
На 29 юни 2018 г. Пинокио е обявен за 13-ия най-добър анимационен филм на Дисни от IGN.

## Наследство
Фигаро, раздразнителното и ревниво коте, основно анимиран от Ерик Ларсън, е описан като „хит сред публиката“, което довежда до появата му в няколко последващи късометражни филма на Дисни през 1940 г.
Маскирани артисти се превъплъщават в героите от филма в парковете на Дисни. Дръзкото пътешествие на Пинокио е популярно пътуване в оригиналния Дисниленд, Дисниленд в Токио и Дисниленд в Париж. Селската къща на Пинокио е ресторант за бързо обслужване в Дисни Уърлд, в който се сервира пица и макарони със сирене.
„Дисни на лед“ с Пинокио в главната роля има международно турне от 1987 до 1992 г. По-кратка версия на историята е представена и в текущата продукция на „Дисни на лед“ - „Сто години магия“.
Освен игрите Sega Genesis/Mega Drive, Game Boy и SNES, базирани на анимационния филм, Джепето и Пинокио също се появяват като герои в играта Kingdom Hearts. Търбухът на Монстро също е представен като един от световете. Джимини Крикет също се появява, водейки дневник за напредъка на играта в Kingdom Hearts, Kingdom Hearts: Chain of Memories и Kingdom Hearts II. Родният свят на Пинокио се появява в играта Kingdom Hearts 3D: Dream Drop Distance, под името Prankster's Paradise, а също и героите Пинокио, Джимини Крикет, Джепето, Клео, Монстро и Синята фея.

### Отменено продължение
В средата на 2000-те години Диснитуун Студиос започва разработката на продължението на Пинокио. Робърт Рийс е съавтор на сценария на филма, който вижда Пинокио на „странно пътешествие“ в името на нещо скъпо за него. „Това е история, която кара Пинокио да се запита защо понякога животът изглежда несправедлив“, казва Рийс. Джон Ласитър отменя Пинокио II скоро след като е назначен за главен творчески директор на Уолт Дисни Анимейшън Студиос през 2006 г.

### Игрална адаптация
През 1985 г. Джим Хенсън и режисьорът Стив Барън се обръщат към Уолт Дисни Пикчърс с идеята за игрална версия на Пинокио, но компанията отхвърля проекта. Барън все пак успява да направи Приключенията на Пинокио (1996), разпространяван от New Line Cinema. През април 2015 г. е обявено, че Дисни разработва игрална адаптация на Пинокио, като Питър Хеджис е нает за сценарист. През май 2017 г. Сам Мендес започва преговори за режисиране на филма, като Крис Уейц е сценарист и продуцент През ноември Мендес се оттегля като режисьор.
До февруари 2018 г. Пол Кинг е обявен за режисьор на филма, като Андрю Милано е копродуцент с Уейц, а Джак Торн пренаписва сценария. Обявено е, че записите на филма ще започнат през 2019 г. в Англия и Италия. От ноември 2018 г. Том Ханкс започна преговори за ролята на Джепето. През януари 2019 г. Кинг се оттегля като режисьор поради лични причини.
През октомври 2019 г. Робърт Земекис започва преговори за режисьор на проекта със сценарий, написан съвместно от Кинг, Уейц и Саймън Фарнаби. Уейц и Милано отново са потвърдени като продуценти. През същия месец е съобщено, че поради по-слабите от очакваните приходи от боксофиса на Дъмбо и Господарка на злото II, Дисни обмисля да пусне филма чрез своята стрийминг платформа Дисни+. През януари 2020 г. е обявено, че Земекис официално се е присъединил към проекта като режисьор, със сценарий, написан съвместно с Уейц, а Джак Рапке и Джаки Ливайн ще са изпълнителни продуценти и че филмът все пак ще получи кино премиера. През август 2020 г. Том Ханкс, постоянен сътрудник на Земекис, отново започва в преговори за ролята на Джепето. През декември 2020 г. е обявено официалното пускане на Пинокио в Дисни+ и че е подписан договор за ролята на Джепето между Ханкс и Дисни. Филмът ще включва класически песни от оригинала и нови, написани от Алън Силвестри и Глен Балард. През януари 2021 г. Оакс Фигли и Люк Евънс започват ранни преговори, за да изиграят ролите на Пакси Пурата и Кочияша съответно. През следващия месец Евънс потвърждава участието си във филма.
През март 2021 г. Бенджамин Евън Ейнсуърт, Джоузеф Гордън-Левит, Синтия Ериво, Кийгън-Майкъл Кей и Лорейн Брако се присъединяват към актьорския състав съответно като Пинокио, Джимини Крикет, Синята фея, Честния Джон и нов герой на име София Чайката. Официалните снимки на филма започват на 17 март 2021 г. Премиерата на филма е насрочена за 8 септември 2022 г. по стрийминг платформата Дисни+.

### В други медии
В комикса Silly Symphony Sunday се публикува адаптация на Пинокио от 24 декември 1939 г. до 7 април 1940 г. Поредицата е написана от Мерил Де Марис и нарисувана от Ханк Портър.

## Българска версия
Синхронен дублаж
| Роля          | Изпълнител       |
| ------------- | ---------------- |
| Пинокио       | Вилимир Стойнев  |
| Джимини       | Теодор Елмазов   |
| Джепето       | Петър Петров     |
| Стромболи     | Георги Тодоров   |
| Почтения Джон | Стефан Димитриев |
| Феята         | Стефани Рачева   |
| Пакси Пурата  | Георги Стефанов  |
| Кочияш        | Георги Георгиев  |
| Александър    | Венелин Маринов  |

Песни
| Роля                                                    | Изпълнител                                                          |
| ------------------------------------------------------- | ------------------------------------------------------------------- |
| Падне ли звезда в нощта Падне ли звезда в нощта (финал) | Орлин Горанов                                                       |
| Дървено момченце Музикална кутия                        | Петър Петров                                                        |
| Подсвирни ми                                            | Орлин Горанов Вилимир Стойнев                                       |
| Актьор ще съм велик                                     | Стефан Димитриев                                                    |
| Не ме държат конци                                      | Вилимир Стойнев Йорданка Илова Евгения Брайнова Десислава Софранова |

Екип
| Обработка                            | Александра Аудио UVT Сохо Продакшън Силвия Мюзик (2000) |
| ------------------------------------ | ------------------------------------------------------- |
| Режисьор на дублажа                  | Иванка Йовкова                                          |
| Превод                               | Христо Христов                                          |
| Адаптация                            | Веселина Пършорова Наталия Пенева                       |
| Музикален режисьор Превод на песните | Десислава Софранова                                     |
| Творчески колсутанти                 | Михал Войнаровски Венета Янкова                         |
| Продуцент на българската версия      | Disney Character Voices International                   |